# Lateráni egyezmény
A lateráni egyezmény vagy lateráni szerződés az olasz fasiszta kormány és a katolikus egyházfő között Rómában, a lateráni palotában megkötött egyezmény az olasz állam és a pápaság viszonyának rendezéséről. 1929. február 11-én írta alá a Szentszéket és XI. Piusz pápát képviselő Pietro Gasparri bíboros államtitkár és Benito Mussolini.

## Az egyezmény tartalma
A megegyezés politikai és pénzügyi megállapodásból, valamint konkordátumból állt. 

### Politikai megegyezés
- A római katolikus vallás vált Olaszország államvallásává.
- A Vatikán teljesen független, szuverén állam lett, Róma pedig Olaszország fővárosa.
- Rögzítette a Vatikán területét, illetve a hozzá tartozó, területen kívüliséget élvező ingatlanokat (huszonhárom ilyen van Róma városában, ezen kívül a Radio Vaticana központja, egy pedig a Castel Gandolfó-i pápai nyaraló).[1]
- A pápa személye szent és sérthetetlen.

### Pénzügyi megállapodás
A megegyezés értelmében az olasz állam a ratifikációval egy időben átadott a Szentszéknek 750 millió lírányi készpénzt és egymilliárd lírányi, 5%-os kamatozású államkötvényt. Ezzel a Szentszék végérvényesen rendezettnek tekintette az olasz állammal szemben az 1870-es események kapcsán támasztott pénzügyi követeléseit.

### A konkordátum
A konkordátum előjogokat, privilégiumokat biztosított Olaszországban a katolikus egyháznak.
- Biztosította az egyház joghatósági hatalmának gyakorlását.
- A nyilvános istentiszteletek szabad végzését.
- Biztosította az egyházi állam védelmét.
- Eltörölte az egyházellenes törvényeket.
- Kimondta az egyházi házasság civiljogi érvényességét.
- Kötelezővé tette a hitoktatást az elemi iskolákban.
- Megtiltotta a papok politikai tevékenységét.

### A ratifikálás és az érvényesség

Vatikánváros térképe

Az egyezmény ratifikálására 1929. június 7-én került sor. Ezzel egyben az ún. „római kérdés” is rendeződött, amely Olaszország egyesítésével és Rómának az állam fővárosává válásával keletkezett. A szerződés a fasizmus bukása után is hatályban maradt, 1958-ban módosították, amikor megszüntették Olaszországban az államvallást. Az egyezménnyel együtt aláírt, a katolikus egyház olaszországi tevékenységét szabályozó konkordátumot 1984. február 18-án a második vatikáni zsinat és az 1983-as Kánonjogi Kódex változtatásait, valamint az olasz társadalmi fejlődést tükröző Villa Madama-i megállapodás váltotta fel, ma ebben a változatban van hatályban.